# Density 21.5
Density 21.5 er et værk for solofløjte komponeret af Edgard Varèse i 1936 og revideret i 1946. Værket blev komponeret efter anmodning fra fløjtenisten Georges Barrère til at indvie hans nye fløjte lavet af platin. Værkets titel henviser til platins massefylde, der er tæt på 21,5 g/cm3.